# 報復人事
報復人事（ほうふくじんじ）とは、ある行為を行ったものに対し、その報復措置（逆恨み）として行われる人事異動のことである。

## 概要
企業内などで、不当なストライキやサボタージュ、その他内部告発、育児休業、介護休業、産休などの行為を行って自社に不利益をもたらしたり、人事権を持つ者が（個人的な主観により）「気に入らない社員に対する報復」（差別、いじめ）を本当の目的として異動、降格、減給、リストラ、懲戒解雇（退職金の支払いを免れる手段）などの名目に人事異動を行うというパワーハラスメントのひとつ。
報復人事が疑わしい例は裁判沙汰となるケースもある。

## 事例
報道や裁判等により広く知られ、不当性が明確化されたケースとしては、以下のような事例がある。
- オリンパスのケースやオリンパス事件における社長の解任
- 愛媛県警察において内部告発を行った仙波敏郎のケース。
- トナミ運輸において内部告発を行った串岡弘昭のケース。

また、旧日本軍では、軍医は最低でも将校で少尉以上の階級であるが、組織や上官に逆らったり、入隊拒否をした者などが伍長や軍曹といった下士官ないし准士官級、更に酷い場合は二等兵などの兵卒級に据え置かれる制裁人事が行なわれることがあった。